# Copa dos Presidentes da AFC de 2011
A Copa dos Presidentes da AFC de 2011 foi a sétima edição do torneio, é uma competição para os clubes de futebol de países classificados como "países emergentes" pela Confederação Asiática de Futebol. Doze equipes disputaram o título divididos em três grupos, jogando cada equipe com os outros do seu grupo em turno único. As duas melhores equipes de cada grupo se classificaram para a fase final jogada em sede única. As seis equipes classificadas foram divididas em dois grupos de três equipes cada. As duas melhores equipes de cada grupo disputaram a final.

## Equipes Classificadas
Clubes da Autoridade Palestina participarão da Copa dos Presidentes da AFC a partir de 2011.

| Associação    | Equipe               | Método de Qualificação                             | Part. | Última Part. |
| ------------- | -------------------- | -------------------------------------------------- | ----- | ------------ |
| Bangladesh    | Abahani Limited      | Campeão – 2009–10 Bangladesh League                | 4ª    | 2010         |
| Butão         | Yeedzin              | Campeão – 2010 A-Division                          | 2ª    | 2009         |
| Camboja       | Phnom Penh Crown     | Campeão – 2010 Cambodian League                    | 2ª    | 2009         |
| Taiwan        | Taiwan Power Company | Campeão – 2010 Intercity Football League           | 4ª    | 2009         |
| Quirguistão   | Neftchi Kochkor-Ata  | Campeão – 2010 Kyrgyzstan League                   | 1ª    | –            |
| Myanmar       | YadanabonDT          | Campeão – 2010 Myanmar National League             | 2ª    | 2010         |
| Nepal         | Nepal Police Club    | Campeão – 2010 Martyr's Memorial A-Division League | 4ª    | 2009         |
| Paquistão     | WAPDA                | Campeão – 2010 Pakistan Premier League             | 4ª    | 2009         |
| Palestina     | Jabal Al Mukaber     | Campeão – 2009–10 West Bank Premier League         | 1ª    | –            |
| Sri Lanka     | Don Bosco            | Campeão – 2010–11 Sri Lanka Football Division      | 1ª    | –            |
| Tadjiquistão  | Istiqlol Dushanbe    | Campeão – 2010 Tajik League                        | 1ª    | –            |
| Turcomenistão | Balkan               | Campeão – 2010 Turkmenistan League                 | 1ª    | –            |

DT Detentor do título

## Fase de Grupos
O sorteio da fase de grupos foi realizado no dia 14 de março de 2011, 15:00 (UTC+8), na  Sede da AFC em Kuala Lumpur, Malásia. As duas melhores equipes de cada grupo se classificarão para a fase final.

### Grupo A
- Todas as partidas serão disputadas no Camboja (hora local UTC+7).

| Equipe              | Pts | J | V | E | D | GP | GC | SG |
| ------------------- | --- | - | - | - | - | -- | -- | -- |
| Neftchi Kochkor-Ata | 9   | 3 | 3 | 0 | 0 | 5  | 0  | +5 |
| Phnom Penh Crown    | 6   | 3 | 2 | 0 | 1 | 4  | 1  | +3 |
| Abahani Limited     | 3   | 3 | 1 | 0 | 2 | 4  | 4  | 0  |
| Don Bosco           | 0   | 3 | 0 | 0 | 3 | 1  | 9  | -8 |

| 21 de Maio de 2011 | Neftchi Kochkor-Ata           | 2 - 0     | Abahani Limited | National Olympic Stadium, Phnom Penh         |
| 13:30              | Adzhiniiazov 10' · Pavlov 33' | Relatório |                 | Público: 3,000 Árbitro: AUS Strebre Delovski |

| 21 de Maio de 2011 | Phnom Penh Crown                       | 3 - 0     | Don Bosco | National Olympic Stadium, Phnom Penh           |
| 16:00              | Njoku 25' · Sokumpheak 66' · Chaya 67' | Relatório |           | Público: 6,000 Árbitro: UZB Vladislav Tseytlin |

| 23 de Maio de 2011 | Don Bosco | 0 - 2     | Neftchi Kochkor-Ata       | National Olympic Stadium, Phnom Penh     |
| 13:30              |           | Relatório | Pavlov 24' · Baldinov 65' | Público: 3,000 Árbitro: IND Singh Pratap |

| 23 de Maio de 2011 | Abahani Limited | 0 - 1     | Phnom Penh Crown | National Olympic Stadium, Phnom Penh      |
| 16:00              |                 | Relatório | Chaya 80'        | Público: 6,500 Árbitro: TJK Rustam Kholov |

| 25 de Maio de 2011 | Abahani Limited                        | 4 - 1     | Don Bosco        | National Olympic Stadium, Phnom Penh           |
| 13:30              | Rony 17' · Ibrahim 51', 61', 81' (pên) | Relatório | Arachchilage 15' | Público: 1,000 Árbitro: UZB Vladislav Tseytlin |

| 25 de Maio de 2011 | Phnom Penh Crown | 0 - 1     | Neftchi Kochkor-Ata | National Olympic Stadium, Phnom Penh         |
| 16:00              |                  | Relatório | Adjiniyazov 79'     | Público: 7,000 Árbitro: AUS Strebre Delovski |

### Grupo B
- Todas as partidas serão disputadas em Myanmar (hora local UTC+6:30).

| Equipe            | Pts | J | V | E | D | GP | GC | SG  |
| ----------------- | --- | - | - | - | - | -- | -- | --- |
| Istiqlol Dushanbe | 7   | 3 | 2 | 1 | 0 | 11 | 1  | +10 |
| Yadanabon         | 7   | 3 | 2 | 1 | 0 | 11 | 4  | +7  |
| Jabal Al Mukaber  | 3   | 3 | 1 | 0 | 2 | 10 | 6  | +4  |
| Yeedzin           | 0   | 3 | 0 | 0 | 3 | 0  | 21 | -21 |

| 13 de Maio de 2011 | Yadanabon                                            | 6 - 0     | Yeedzin | Thuwunna Stadium, Yangon                      |
| 15:30              | Yan Paing 4', 50' · Pai Soe 11', 15', 36' · Koné 40' | Relatório |         | Público: 4,000 Árbitro: KYR Dmitry Mashentsev |

| 13 de Maio de 2011 | Istiqlol Dushanbe            | 2 - 0     | Jabal Al Mukaber | Thuwunna Stadium, Yangon                   |
| 18:00              | Fatkhuloev 58' · Rabimov 89' | Relatório |                  | Público: 1,500 Árbitro: KOR Kim Jong-Hyeok |

| 15 de Maio de 2011 | Yeedzin | 0 - 8     | Istiqlol Dushanbe                                                              | Thuwunna Stadium, Yangon                           |
| 15:30              |         | Relatório | Fatkhuloev 16', 30' · Vasiev 24' · Tokhirov 56', 63', 70', 76' · Saburov 90+2' | Público: 1,200 Árbitro: SRI Perera Hettikankanamge |

| 15 de Maio de 2011 | Jabal Al Mukaber                            | 3 - 4     | Yadanabon                                                     | Thuwunna Stadium, Yangon                    |
| 18:00              | Maraaba 8' · A. Aliwisat 27' · Al Amour 39' | Relatório | Hussein Hasan 41' (gc) · Yan Paing 45+3', 58' · Pai Soe 90+4' | Público: 4,500 Árbitro: IRN Hedayat Mombeni |

| 17 de Maio de 2011 | Yadanabon             | 1 - 1     | Istiqlol Dushanbe | Thuwunna Stadium, Yangon                           |
| 15:30              | Yan Paing 90+3' (pên) | Relatório | Davronov 57'      | Público: 6,000 Árbitro: SRI Perera Hettikankanamge |

| 17 de Maio de 2011 | Jabal Al Mukaber                                                                         | 7 - 0     | Yeedzin | Bogyoke Aung San Stadium, Yangon            |
| 15:30              | A. Aliwisat 2' · Halman 9' · S. Aliwisat 14' · Al Amour 33', 44' · Khatib 64' · Wadi 80' | Relatório |         | Público: 200 Árbitro: KYR Dmitry Mashentsev |

### Grupo C
- Todas as partidas serão disputadas no Nepal (hora local UTC+5:45).

| Equipe               | Pts | J | V | E | D | GP | GC | SG |
| -------------------- | --- | - | - | - | - | -- | -- | -- |
| Taiwan Power Company | 7   | 3 | 2 | 1 | 0 | 5  | 1  | +4 |
| Balkan               | 7   | 3 | 2 | 1 | 0 | 4  | 1  | +3 |
| WAPDA                | 3   | 3 | 1 | 0 | 2 | 2  | 4  | -2 |
| Nepal Police Club    | 0   | 3 | 0 | 0 | 3 | 0  | 5  | -5 |

| 20 de Abril de 2011 | Nepal Police Club | 0 - 2     | WAPDA                    | Dasarath Rangasala Stadium, Kathmandu               |
| 15:30               |                   | Relatório | Mehmood 39' · Pathan 88' | Público: 3,000 Árbitro: KSA Marai Mohammed Al-Awaji |

| 20 de Abril de 2011 | Taiwan Power Company | 1 - 1     | Balkan        | Halchowk Stadium, Kathmandu            |
| 15:30               | Ho Ming-tsan 67'     | Relatório | Alikperow 36' | Público: 600 Árbitro: KOR Ko Hyung-Jin |

| 22 de Abril de 2011 | WAPDA | 0 - 3     | Taiwan Power Company                                  | Halchowk Stadium, Kathmandu                  |
| 15:30               |       | Relatório | Pan Kuao-kai 41' · Chen Yi-wei 55' · Ho Ming-tsan 65' | Público: 350 Árbitro: IRN Jahanbazi Yadollah |

| 22 de Abril de 2011 | Balkan                       | 2 - 0     | Nepal Police Club | Dasarath Rangasala Stadium, Kathmandu   |
| 15:30               | Kuçerenkow 41' · Diwanow 52' | Relatório |                   | Público: 1,000 Árbitro: MYA Sgt Win Cho |

| 24 de Abril de 2011 | Nepal Police Club | 0 - 1     | Taiwan Power Company | Dasarath Rangasala Stadium, Kathmandu    |
| 15:30               |                   | Relatório | Chiang Shih-lu 67'   | Público: 1,000 Árbitro: KOR Ko Hyung-Jin |

| 24 de Abril de 2011 | Balkan      | 1 - 0     | WAPDA | Halchowk Stadium, Kathmandu                       |
| 15:30               | Diwanow 31' | Relatório |       | Público: 600 Árbitro: KSA Marai Mohammed Al-Awaji |

## Fase Final
Em 14 de junho de 2011, o Comitê Organizador da Copa dos Presidentes da AFC decidiu atribuir como anfitrião da Fase final da Copa dos Presidentes da AFC 2011 Taiwan. As partidas serão realizadas em Kaohsiung entre 19 e 25 de Setembro de 2011.
O sorteio da fase final foi realizado em 29 de Julho de 2011, as 16:00h UTC+8, na sede da AFC em Kuala Lumpur. As seis equipes que se qualificaram para a fase final foram divididas em dois grupos de três equipes cada. As duas melhores equipes de cada grupo realizam a final.

### Grupo A
| Equipe               | Pts | J | V | E | D | GP | GC | SG |
| -------------------- | --- | - | - | - | - | -- | -- | -- |
| Taiwan Power Company | 6   | 2 | 2 | 0 | 0 | 6  | 3  | +3 |
| Balkan               | 1   | 2 | 0 | 1 | 1 | 4  | 5  | −1 |
| Istiqlol             | 1   | 2 | 0 | 1 | 1 | 1  | 3  | −2 |

| 19 de setembro de 2011 | Istiqlol | 0 – 2     | Taiwan Power Company                   | Kaohsiung National Stadium, Kaohsiung               |
| 19:00 UTC+8            |          | Relatório | Chen Po-liang 39' · Chiang Shih-lu 41' | Público: 1,435 Árbitro: KSA Marai Mohammed Al-Awaji |

| 21 de setembro de 2011 | Balkan      | 1 – 1     | Istiqlol       | Kaohsiung National Stadium, Kaohsiung         |
| 16:00 UTC+8            | Gurbani 23' | Relatório | Tokhirov 45+1' | Público: 209 Árbitro: IRN Akbar Bakhshi Zadeh |

| 23 de setembro de 2011 | Taiwan Power Company                                               | 4 – 3     | Balkan                           | Kaohsiung National Stadium, Kaohsiung      |
| 19:00 UTC+8            | Ho Ming-tsan 57', 66' (pên) · Kuo Yin-hung 81' · Chen Po-liang 87' | Relatório | Gurbani 24', 25' · Garahanow 62' | Público: 2,067 Árbitro: KOR Kim Jong-Hyeok |

### Grupo B
| Equipe              | Pts | J | V | E | D | GP | GC | SG  |
| ------------------- | --- | - | - | - | - | -- | -- | --- |
| Phnom Penh Crown    | 6   | 2 | 2 | 0 | 0 | 6  | 1  | +5  |
| Neftchi Kochkor-Ata | 3   | 2 | 1 | 0 | 1 | 9  | 4  | +5  |
| Yadanarbon          | 0   | 2 | 0 | 0 | 2 | 2  | 12 | −10 |

| 19 de setembro de 2011 | Phnom Penh Crown      | 2 – 1     | Neftchi Kochkor-Ata | Kaohsiung National Stadium, Kaohsiung    |
| 16:00 UTC+8            | Njoku 35' · Chaya 56' | Relatório | Alimov 79'          | Público: 118 Árbitro: KOR Kim Jong-Hyeok |

| 21 de setembro de 2011 | Yadanarbon | 0 – 4     | Phnom Penh Crown                             | Kaohsiung National Stadium, Kaohsiung              |
| 19:00 UTC+8            |            | Relatório | Njoku 3', 83' · Sokumpheak 22' · Sopanha 32' | Público: 422 Árbitro: UAE Mohammed Abdullah Hassan |

| 23 de setembro de 2011 | Neftchi Kochkor-Ata                                                               | 8 – 2     | Yadanarbon                            | Kaohsiung National Stadium, Kaohsiung         |
| 16:00 UTC+8            | Pavlov 5', 73', 90+2' · Djamshidov 33', 87' · Dzhumataev 79', 90' · Dzhalilov 86' | Relatório | Pai Soe 35' · Rakhmanjonov 47' (g.c.) | Público: 269 Árbitro: IRN Akbar Bakhshi Zadeh |

### Final
| 25 de setembro de 2011 | Phnom Penh Crown            | 2 – 3     | Taiwan Power Company                     | Kaohsiung National Stadium, Kaohsiung               |
| 19:00 UTC+8            | Njoku 34' · Sovannrithy 82' | Relatório | Ho Ming-tsan 2', 47' · Chen Po-liang 67' | Público: 3,238 Árbitro: KSA Marai Mohammed Al-Awaji |

| Phnom Penh Crown | Taiwan Power Company |

| PHNOM PENH CROWN: |    |                  |            |     |
|                   |    |                  |            |     |
| GK                | 1  | Peng Bunchay     |            |     |
| DF                | 3  | Thul Sothearith  | 52'        |     |
| DF                | 4  | Tieng Tiny       | 28'        | 66' |
| DF                | 12 | Odion Obadin     | 60'        |     |
| DF                | 14 | Sun Sovannarith  | 90+4'      |     |
| MF                | 8  | San Narith       | 90+4'      |     |
| MF                | 23 | Sun Sopanha      |            | 79' |
| MF                | 27 | Khim Borey       |            | 69' |
| FW                | 9  | Chan Chaya       | 79', 90+4' |     |
| FW                | 10 | Kouch Sokumpheak |            |     |
| FW                | 20 | Kingsley Njoku   |            |     |
| Substituições:    |    |                  |            |     |
| DF                | 6  | Sok Sovan        |            | 66' |
| FW                | 19 | Sok Pheng        | 78'        | 69' |
| MF                | 13 | Hong Ratana      |            | 79' |
| Técnico:          |    |                  |            |     |
| David Booth       |    |                  |            |     |

| TAIWAN POWER COMPANY: |    |                  |     |     |
|                       |    |                  |     |     |
| GK                    | 1  | Pan Wei-chih     |     |     |
| DF                    | 3  | Tu Ming-feng     |     |     |
| DF                    | 5  | Chen Yu-lin      | 77' |     |
| DF                    | 12 | Chen Yi-wei      |     | 87' |
| DF                    | 15 | Liang Chien-wei  |     |     |
| DF                    | 17 | Lee Meng-chian   |     |     |
| MF                    | 7  | He Ming-chan     |     | 73' |
| MF                    | 10 | Hung Kai-chun    |     |     |
| MF                    | 11 | Feng Pao-hsing   |     |     |
| MF                    | 26 | Chen Po-liang    |     |     |
| FW                    | 9  | Kuo Yin-hung     |     |     |
| Subsatituições:       |    |                  |     |     |
| DF                    | 16 | Tsai Sheng-an    |     | 73' |
| FW                    | 23 | Huang Chiu-ching |     | 87' |
| Técnico:              |    |                  |     |     |
| Chen Kuei-jen         |    |                  |     |     |

| Árbitros assistentes: Nassir Al-Mudhaffar (Arábia Saudita) Mohamed Salman (Bahrain) Quarto árbitro: Mohammed Hassan Mohamed (Emirados Árabes) |

| Copa dos Presidentes da AFC de 2011 Taiwan Power Company 1º Título |